# 손세범
손세범 (1992년 3월 7일, 대한민국 ~) 은 대한민국의 축구 선수로서 포지션은 수비수이다.

## 개요
용인대학교를 졸업하였다.
2019년 12월 7일 배우자 심지영 과 결혼

## 축구인 생활

### 선수 생활
2015년 대한민국 K리그 클래식의 울산 현대에 입단하였다. 대학교 시절까지 공격수로 활동하다 프로팀으로 발탁되며 수비수로 전환하였다.
2015 시즌 후, 2016년 고양 자이크로 FC로 이적하였다.
2017년에는 춘천시민축구단으로 이적하여 6월부터 사회복무요원으로 복무를 시작하였고
2018년 1월에는 전주시민축구단으로  이적
2019년 5월30일 사회복무요원으로써 복무를 마치고 부상으로 돌연 은퇴 ,진천 광혜원FC K7리그에 참가하고있다.

## 경력

### 선수 경력
- 2015년  울산 현대
- 2016년  고양 자이크로 FC
- 2017년 ~ 2019년 전주 시민축구단 은퇴